# Municipio de Villa Sara
El municipio de Villa Sara es uno de los municipios del departamento de Treinta y Tres, Uruguay. Su sede es la localidad homónima.

## Localización
El municipio se encuentra situado en la zona sur del departamento de Treinta y Tres.
Forma parte del área sub urbana de la ciudad de Treinta y Tres.

## Historia
El municipio fue creado el 22 de diciembre de 2017 por decreto de la Junta Departamental de Treinta y Tres n°20/2017. Correspondiendo a dicho municipio la circunscripción electoral FEA del departamento de Treinta y Tres.

## Autoridades
La autoridad del municipio es el Concejo Municipal, compuesto por el Alcalde y cuatro Concejales.
Alcaldes según período:
| Nº | Alcalde          | Partido             | Inicio del mandato      | Fin del mandato | Observaciones     | Concejales                                                                     |
| -- | ---------------- | ------------------- | ----------------------- | --------------- | ----------------- | ------------------------------------------------------------------------------ |
| 1  | Analia Larrañaga | Partido Nacional PN | 27 de noviembre de 2020 | julio de 2025   | Alcaldesa elegida | Carlos Laborde (PN) Julio Morosin (PN) Alberto Cabrera (PN) Gabriela Peña (PN) |